# 下島站 (伊那市)
下島站（日语：／ Shimojima eki */?）是位於日本長野縣伊那市西春近小出島區的東海旅客鐵道（JR東海）飯田線車站。

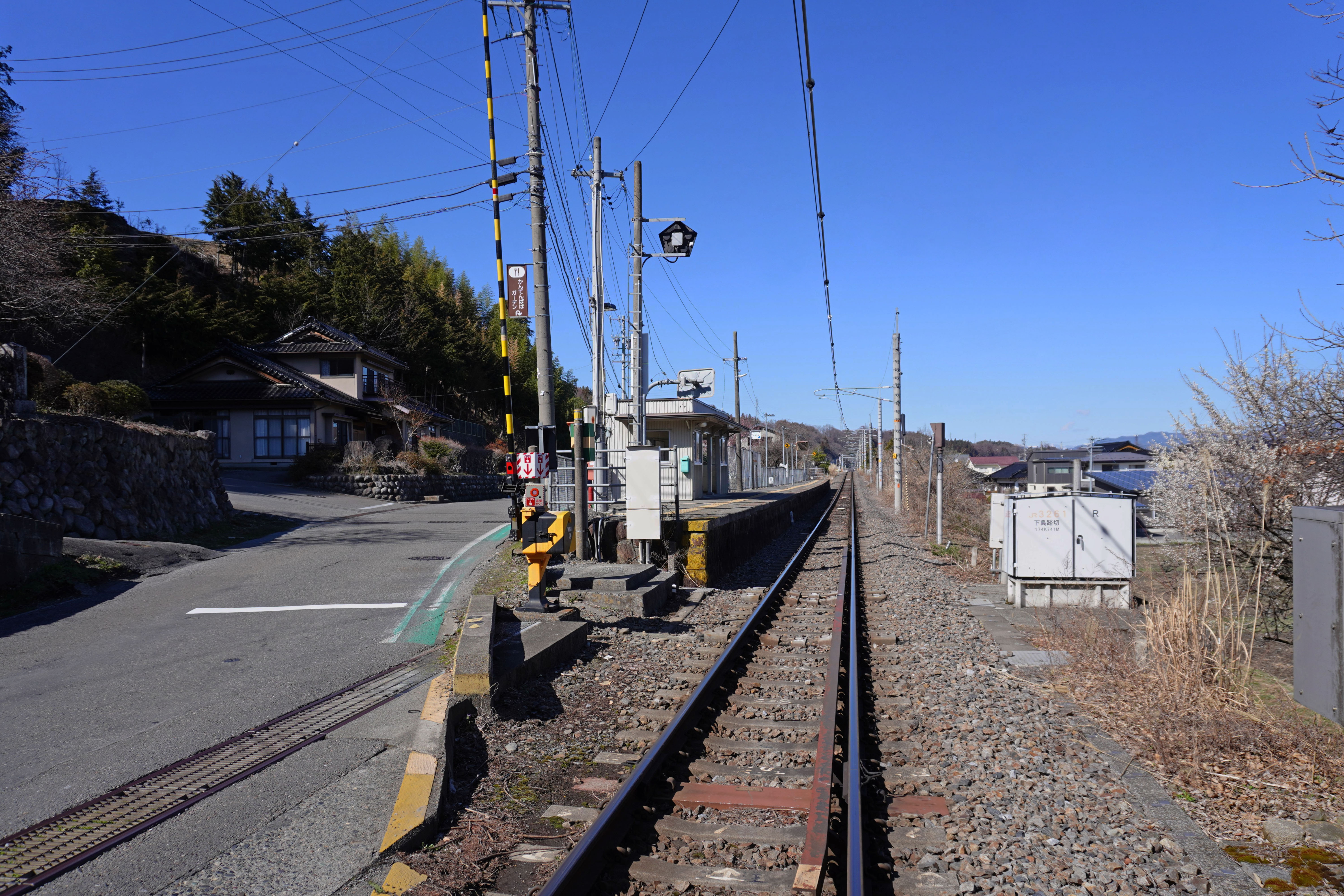
月台全景(2023年3月)

## 車站構造
- 單式月台，1面1線，不可以列車交會
- 地上車站。
- 由伊那市站管理的無人站。
- 設有候車室。

## 車站周邊
車站是位於田園地帶與河岸之間。近年開始發展住宅地區，部分是用作公寓發展。
- 天龍川
- 長野縣道146號南箕輪澤渡線
- 國道153號

## 利用狀況
以下為每年平均每日上落車人次：
- 63人（2005年）
- 68人（2006年）
- 79人（2007年）
- 78人（2008年）
- 89人（2009年）

## 历史
- 1913年（大正2年）12月27日 - 伊那電車軌道（1919年改名為伊那電氣鐵道）宮田站至伊那町（現在的伊那市）延伸段啟用，新設下島站。
- 1932年（昭和7年） - 車站改變位置。
- 1943年（昭和18年）8月1日 - 伊那電氣鐵道線國有化，成為國鐵飯田線車站。東海道本線濱松站至名古屋站、飯田線各站、中央本線上諏訪站至鹽尻站、松本站上車的乘客可使用這站。
- 1954年（昭和29年）12月1日 - 東京都區內各站與長野站上車的乘客也可使用這站。
- 1968年（昭和43年）4月1日 - 乘客上下車站的限制取消，同時車站成為無人站。
- 1987年（昭和62年）4月1日 - 因國鐵分割民營化，本站成為東海旅客鐵道的車站，變成無人站。

## 相鄰車站
東海旅客鐵道
 飯田線
■快速（只限下行的「水篶」停靠）、■普通
澤渡－下島－伊那市